# خنرکوو (استان سلیزیا سفلی)
خنرکوو (به لهستانی:  Henryków) یک روستا در لهستان است که در گمینا ژنبیتسه واقع شده‌است. خنرکوو ۱٬۴۰۰ نفر جمعیت دارد.